# Пье-руж
Пье-руж (фр. pieds-rouge; букв. «красноногие») — французский историко-культурный термин для описания группы левых европейского (французского, испанского, еврейского и т. д.) происхождения, поддерживавших Алжир во время войны за его независимость от Франции, а затем участвовавших в восстановлении страны
Название появилось по аналогии с прозвищем франкоалжирцев («черноногие» (пье-нуар), основная масса которых эмигрировала из Алжира вслед за обретением страной независимости), но подчёркивала приверженность «красноногих» коммунистическим идеям. Тем не менее этот термин объединял и сталинистов, и троцкистов, и радикальных гуманистов и многих других, кто поддерживал Фронт национального освобождения.